# Manuel J. Aguirre
Manuel Jesús Aguirre Romo más conocido como Manuel J. Aguirre (Teocaltiche, 17 de junio de 1893-Guadalajara, 15 de noviembre de 1978) fue un escritor, periodista y revolucionario mexicano.

## Biografía

### Primeros años
Nació en Teocaltiche, Jalisco, el 17 de junio de 1893; hijo de Marcelino Aguirre González y Lorenza
Romo de Aguirre. Realizó estudios de educación básica en su pueblo natal. En 1910, siendo aun adolescente, ingresó al Partido Nacional Antirreeleccionista y presidió la Junta Revolucionaria de Teocaltiche.

### Carrera
Trabajó como corresponsal en 1911 para El Regional de Guadalajara y, más tarde, para El Pueblo y El Demócrata. En 1913, inició su militancia en la Revolución mexicana. A las órdenes del coronel Crispín Robles Villegas tomó la plaza de Teocaltiche en el mes de junio de 1913. Su participación en las revueltas contra el gobierno de Victoriano Huerta, desde el 20 de febrero de 1913 al 15 de agosto de 1914, le valió que en 1940 se le fuera otorgada la Condecoración al Mérito Revolucionario. En 1919 editó el periódico de combate y carácter revolucionario El Mensajero, ese mismo año fue llamado a colaborar en El Nacional Revolucionario, para más tarde ser su corresponsal en Guadalajara, puesto que conservó durante muchos años. De 1920 a 1921 fue redactor del periódico La Revancha, de San Pedro de las Colonias, Coahuila, y de El Jalisciense, entre 1932 y 1939.
Posteriormente obtuvo cargos como jefe de la oficina de cinematografía de la Secretaría de Educación Pública en 1947, jefe de información del Primer Congreso Científico Mexicano en 1951, director de prensa de la Primera Exposición de Arte Mexicano en Europa en 1952, secretario general de la Sociedad de Amigos del Libro desde 1953 a 1959, secretario auxiliar del secretario privado del Presidente de la República desde 1959 a 1964, asesor del director del Instituto Nacional de Vivienda desde 1965 a 1967 y del director general de la Lotería Nacional desde 1967 a 1969. Fue colaborador semanal de medios como El Occidental, y México Gráfico, desde 1959 hasta su fallecimiento.
Se interesó por la historia, costumbres y tradiciones mexicanas, especialmente de Jalisco. Su primera novela, Alma campera (1940), relata la historia de Inocencio Quintero y la transformación de su hacienda El Vergel en una cooperativa agrícola en la época del cardenismo; en ella describe tradiciones jaliscienses como el jaripeo, las peleas de gallos, la charrería y la famosa Feria de San Juan de los Lagos. Su segundo libro, Guadalajara, la ciudad errante (1951), narra el triángulo amoroso entre los indígenas Molotzin, Tonatzin y el español Pedro Ximeno, hilo conductor para abordar con rigor histórico, el periplo de los españoles en busca de un sitio definitivo para establecer Guadalajara.

### Fallecimiento
Falleció el 15 de noviembre de 1978 en Guadalajara, a causa de una enfermedad pulmonar.

## Publicaciones seleccionadas

### Novelas
- Aguirre, Manuel J. (1940). Alma campera : panorama nacional : novela costumbrista y social-revolucionaria. México, D. F.: Imprenta de J. Jesús Covarrubias.
- Aguirre, Manuel J. (1951). Guadalaxara, la ciudad errante. México: s.e.r.